# Qu Qiubai
Dans ce nom chinois, le nom de famille, Qu, précède le nom personnel.
Qu Qiubai (chinois : 瞿秋白 ; pinyin : qū qiūbái ; Wade : Ch'ü Ch'iu-pai) est un marxiste chinois né le 29 janvier 1899 dans une famille de lettrés pauvres à Changzhou dans le Jiangsu. Il est mort le 18 juin 1935 .

## Biographie
Qu Qiubai est issu d'une famille de lettrés pauvres, son père est maître d'école. Sa mère se suicide quand il est âgé de 15 ans. Il se tourne alors vers le bouddhisme « weishi ».
Il a activement participé au mouvement du 4 mai 1919, mouvement nationaliste et intellectuel en réaction au Traité de Versailles qui accordait au Japon les possessions allemandes en Chine. Étudiant à l'Université des langes slaves, il étudie le russe, le français et l'anglais. Il part de 1920 à 1922 à Moscou et s'intéresse alors au marxisme. Il deviendra le traducteur de la délégation communiste chinoise. Il met de côté ses activités d'intellectuel pour se consacrer tout au long des années 1920 à l'avènement de la Révolution chinoise. Avec Mao Zedong, il défend lors du IIIe Congrès national du Parti communiste chinois, à Canton en juin 1923, la politique d'alliance avec le Guomindang préconisée par Maring, et est élu, avec Mao, au comité central. Il est membre du 4e bureau central du Parti, du 5e et du 6e. Il accède à la tête du parti en août 1927, remplaçant Chen Duxiu. Critiqué pour son gauchisme, il sera écarté de la direction du Parti communiste en 1928, lors du VIe congrès du parti communiste chinois, qui se tient à Moscou. Le soutien qu'il apporte à Li Lisan l'écarte définitivement, en 1930. Il fera partie du groupe créateur en 1930 de la Ligue des écrivains de gauche et se liera d'amitié avec le célèbre écrivain Lu Xun. Il accepte en 1934 la proposition de Mao Zedong, qui se trouve encore dans une position minoritaire à l'époque, d'occuper le poste de commissaire à l'Éducation de la République soviétique chinoise du Jiangxi. Mais très vite les troupes nationalistes de Tchang Kaï-chek encerclent la campagne et les communistes, obligés de fuir, s'engagent dans la Longue Marche de 1935. Tuberculeux, Qu'Qiubai ne peut les suivre. Il est arrêté et fusillé par les troupes nationalistes.
Lu Xun édite ses œuvres après sa mort.

## Héritage
Précurseur dans l'étude du concept de nation en Chine, il critiquera vivement le mouvement du 4 mai 1919, qui n'a pas réussi le pari lancé : Moderniser la Chine. En effet, les intellectuels ont accepté en bloc les théories occidentales en laissant de côté les souffrances du peuple. Il avancera l'idée de l'éducation des intellectuels par le rapprochement avec le monde paysan et l'invention d'une culture nationale, d'une culture du peuple, par le peuple et pour le peuple.